# Czesław Cyraniak

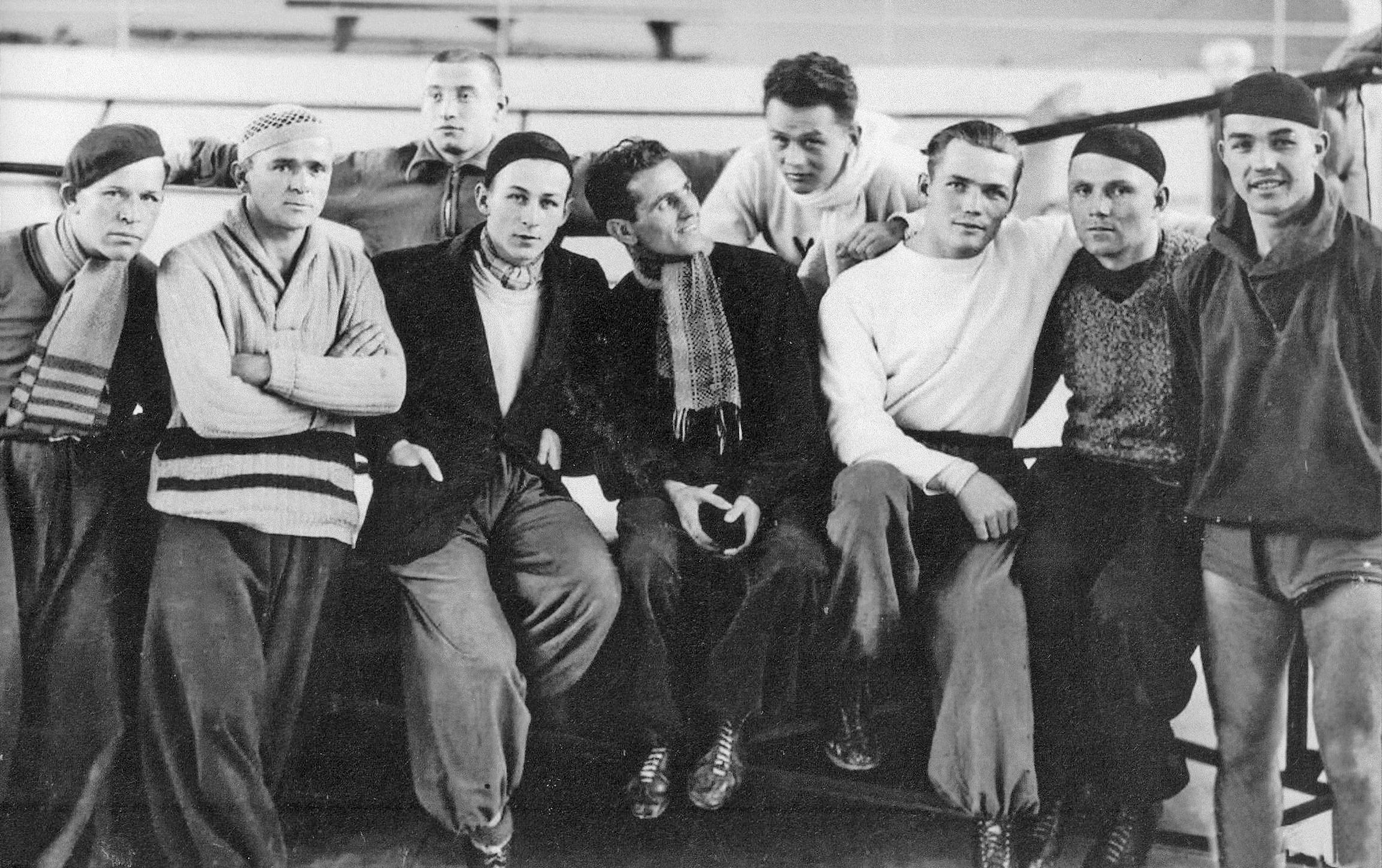
Czesław Cyraniak (trzeci z lewej w dolnym rzędzie) z kolegami i trenerem Feliksem Stammem jako członek polskiej reprezentacji bokserskiej na Pięściarski Puchar Europy Środkowej w Essen, 1934

Czesław Cyraniak, pseudonim „Kajnar” (ur. 1 czerwca 1914 w Poznaniu, zm. 11 września 1939 w Mąkolicach) – polski bokser, olimpijczyk.

## Kariera
Uprawianie boksu rozpoczął w klubie Warta Poznań, pozostał zawodnikiem tego klubu w ciągu całej kariery sportowej trwającej w latach 1929–1938. W 1936 był uczestnikiem igrzysk olimpijskich w Berlinie. Startując w kategorii lekkiej, w I rundzie pokonał Aupetita z Francji, a w II pojedynku niezasłużenie został uznany za pokonanego przez Filipińczyka Padillę. Startując w mistrzostwach Polski, był mistrzem w 1935 w kategorii lekkiej i brązowym medalistą w 1934 w kategorii piórkowej. W tym samym roku zajął 5. miejsce w plebiscycie „Przeglądu Sportowego” na 10 najpopularniejszych sportowców. W drużynowych mistrzostwach Polski w boksie zdobył sześciokrotnie tytuł mistrzowski w latach 1933–1938. Wystąpił 10 razy w reprezentacji Polski, wygrywając 4 pojedynki, 1 remisując i 5 przegrywając w latach 1934–1938. Przez cały okres kariery używał pseudonimu „Kajnar”.

## Losy wojenne
Zmobilizowany w 1939 roku jako podporucznik rezerwy, był dowódcą II plutonu 5 kompanii II batalionu 57 Pułku Piechoty. Zginął w bitwie nad Bzurą podczas niemieckiej nawały ogniowej na wieś Mąkolice w nocy z 11 na 12 września. Pochowany na tamtejszym cmentarzu parafialnym w zbiorowej mogile żołnierzy WP.